# Yuanchuavis kompsosoura
Yuanchuavis kompsosoura — вид вимерлих енанціорнісових птахів родини Pengornithidae, що існував у ранній крейді (120—113 млн років тому). Описаний з решток майже повного скелета з відбитками пір'я, що знайдений у відкладеннях формації Цзюфотан у провінції Ляонін у Китаї.

## Назва
Родова назва Yuanchuavis посилається на китайського міфічного птаха Юаньшу. Видова назва kompsosoura перекладається з латини як «красивий хвіст».

## Опис
Довжина тіла від кінчика дзьоба до клоаки становила 23 сантиметри. У той же час хвостове оперення складалося з восьми пір'їн. Довжина найдовших двох центральних оцінюється в 30 сантиметрів, що в 1,3 рази більше за довжину самого тіла тварини. Хвіст має градуювання, подібне до Chiappeavis. Вибірка меланосом з голотипу передбачає, що центральна пара хвостових пір'їн має темний колір, а решта пір'я хвоста або сірі, або не мають райдужного структурного кольору.